# موسی فیراوی
موسی فیراوی (عربی: موسى بشير موسى فيراوي؛ زادهٔ ۲۲ مارس ۱۹۹۸) بازیکن فوتبال است.
وی همچنین در تیم‌های ملی فوتبال زیر ۲۳ سال و بزرگسالان فلسطین بازی کرده‌است.